# San Cristoforo (moto)
La Società San Cristoforo s.r.l. è stata una casa motociclistica italiana, attiva dal 1949 al 1952.
In seguito alla chiusura della Gianca, la licenza di costruzione dello scooter "Nibbio" venne ceduta alla San Cristoforo, con sede in Viale Maino n. 9 a Milano. Non sono state ritrovate informazioni precedenti o successive agli anni 1949-1952 riguardanti la San Cristoforo; la circostanza fa ipotizzare che la l'azienda sia stata fondata appositamente per proseguire la produzione del "Nibbio", evitando di disperdere il know-how e la notorietà acquisiti.
Al Salone del ciclo e motociclo del 1949, la San Cristoforo presentò una nuova versione del Nibbio Gianca, nelle cilindrate 98 e 125 cm³, pressoché uguale nella sostanza tecnica e profondamente modificato nell'aspetto, con carrozzeria maggiormente squadrata e allungata, secondo i canoni estetici che andavano progressivamente affermandosi in quegli anni.
Nei primi mesi i prodotti furono proposti come modelli "A 98" e "B125" con marchio "Nibbio"; in seguito assunsero il marchio "San Cristoforo" e "Nibbio" ritornò ad essere la denominazione del modello. Nel 1950 la carrozzeria del "Nibbio", fissamente ancorata al telaio tubolare, venne sostituita con una carrozzeria monoblocco totalmente asportabile, allo scopo di favorire le operazioni di manutenzione.

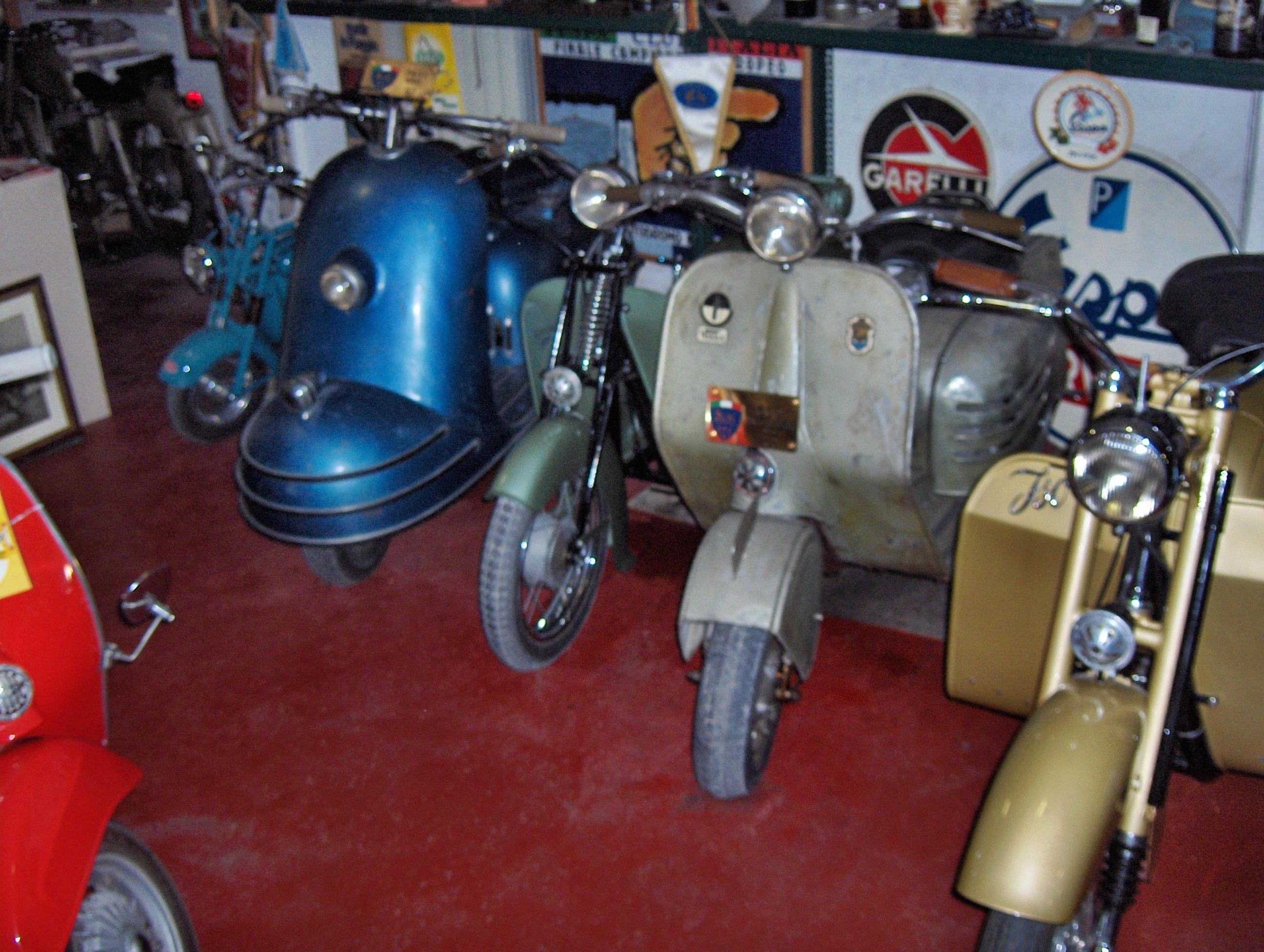
Il S. Cristoforo Nibbio del 1950 (2º da dx)

Così come per la Gianca, al flebile successo iniziale di vendite, non seguì un aumento costante che potesse far raggiungere una produzione remunerativa, né la San Cristoforo aveva potenzialità economiche sufficienti per avviare martellanti campagne pubblicitarie o sopportare l'iniziale peso di vendite sottocosto. In quei tempi il mercato italiano dei motoscooter era sostanzialmente monopolizzato da Piaggio e Innocenti che lasciavano ben poco spazio alla concorrenza. Inoltre la costruzione di tipo artigianale e la pregevolezza di alcune finiture comportavano un prezzo al pubblico piuttosto elevato. Infatti, nel 1950, la "Vespa 125" costava L.168.000, la "Lambretta 125 LC" L.166.000, mentre il "Nibbio 125" era proposto a L.190.000. Occorre precisare che all'epoca, la differenza di oltre L.20.000 rappresentava, all'incirca, lo stipendio base mensile di un lavoratore.
Per tentare l'incremento degli scarsi volumi di vendita, nel 1951 fu presentato il modello "Simonetta", le cui novità si limitavano a qualche modifica estetica e poche migliorie tecniche. Inoltre, per ridurre i costi di produzione, il modello fu realizzato nella sola cilindrata maggiore e l'officina fu trasferita  al n. 18 della più periferia via Borgonovo. Ogni sforzo risultò inutile e la San Cristoforo dovette chiudere i battenti alla fine del 1952.

## Produzione San Cristoforo
- Nibbio A 98 (1949-1950)
- Nibbio A 125 (1949-1950)
- San Cristoforo Nibbio 98 (1950-1951)
- San Cristoforo Nibbio 125 (1950-1951)
- San Cristoforo Simonetta 125 (1951-1952)